# Nicolae Marian Strîmbeanu
Strîmbeanu Nicolae Marian s-a născut la Timișoara, în 9 mai 1956, al doilea fiu al lui Nicolae și al Olimpiei Strâmbeanu.  Între 1977-1982 studiază la Facultatea de Inginerie Chimică din Timișoara , la care își ia și doctoratul în 1998. Profesează ca inginer chimist, cercetător științific, profesor asociat la Universitatea Politehnica  Timișoara. A fost director la Institutul Național de Cercetare Dezvoltare pentru Ecologie Industrială “ECOIND”, Bucuresti, Sucursala Timișoara, apoi director  tehnic și director general la PRO AIR CLEAN SA, Timișoara.  Pasionat de istorie și geografie, mai ales de epoca marilor descoperiri geografice, după mulți ani de documentare, va apărea primul roman, Evanghelia după Araña, Editura Humanitas (2004). Nicolae Strâmbeanu a fost și un povestitor fermecător, a avut mulți prieteni pe care i-a bucurat cu poveștile lui fascinante, dar și cu recitările de poezie, pline de trăire.

## Activitate literară

### Volume publicate
- Evanghelia după Araña (roman), Editura Humanitas, București, 2004

- Scrisoarea pe care nu o vei citi niciodată (roman), Editura Humanitas, București, 2006

- Turnul de apă (roman), Editura Humanitas, București, 2008
- Psaltirea profană (poezie), Editura Brumar, Timișoara, 2009
- Vineri seara într-o vale cu lupi (roman), Editura Polirom, Iași, 2016
- Evanghelia după Araña (roman), Editura Polirom, Iași, 2017 (reeditare a volumului din 2004)

### Volume colective
- Răcani, pifani și veterani (volum colectiv coordonat de Radu Paraschivescu), Editura Humanitas, București, 2008

- Gheorghe Tănăsescu, Prizonier la Cotul Donului  - Ediție îngrijită de Nicolae Strâmbeanu și Marius Tănăsescu , Editura Militară, București, 2017

- Calea urmată de bolognezul Ludovico de Vartema în Egipt,în pustiul arab, ca și în Arabia Felix, în Persia, în India și în Ethyopia – versiune literară în limba română și note: Nicolae Strâmbeanu; traducere din limba engleză: Antuza Genescu; Năframa chinezească – Nicolae Strâmbeanu,  Editura Brumar, Timișoara, 2022

### Volume traduse
- Panóramica desde la Torre del Agua, Editorial Círculo Rojo, traducere de Doina Făgădaru, 2020

### Premii
- Premiul de debut al României Literare 2005, obținut cu romanul Evanghelia după Araña, Editura Humanitas, fundația Anonimul

- Nominalizat la Premiul Cartea anului 2006 pentru liceeni, acordat de revista ”Cuvântul”,pentru romanul Scrisoarea pe care nu o vei citi niciodată, Editura Humanitas, București, 2006

### Afilieri
- Cenaclul H.G. Wells Timișoara

## Activitate științifică

### Brevete
- (2015) Procedeu și instalație pentru obținerea clorurii de calciu dihidrat solide utilizând drept materie primă apele reziduale din tehnologia Solvay de fabricare a sodei ( în colaborare cu Văduva Constantin)
- (2020) Procedeu și instalație pentru recuperarea și valorificarea tuturor materialelor rezultate din prelucrarea integrală a deșeurilor de catalizatori uzați, pe bază tetracloroaluminat de cupru dizolvat în solvent de tip alchilbenzen (în colabora re cu alți 8 autori)
- (2021) Combustibil solid ternar cu putere calorică prescrisă, și procedeu de obținere a combustibilului solid ternar cu putere calorică prescrisă (în colaborare cu Văduva Constantin, Demetrovici Laurențiu Amos Tadeus, Bordianu Cosmin Ștefan)

### Publicații de specialitate
- Schimbul ionic, principii  teoretice și aplicații în alimentările cu apă, Editura Eurostampa, Timișoara, 1999 - coautori: Valeria Rus, Ioan Ursoiu
- Nanoparticles’ Promises and Risks, Springer International Plublishing Switzerland 2015 (patru articole în colaborare cu :Laurențiu Demetrovici, Dan Dragoș, Mihai Lungu )

### Afilieri
- Asociația Inginerilor din România AGIR
- Societatea Română de chimie
- Asociația Inginerilor de Mediu din zona de Vest a României
- Parteneriatul româno-german de protecție a mediului din zona  de vest a României (director)